# Celebrity Equinox
Le Celebrity Equinox, est le 2e navire de classe Solstice à être construit sur le chantier naval Meyer Werft, pour la flotte de Celebrity Cruises.

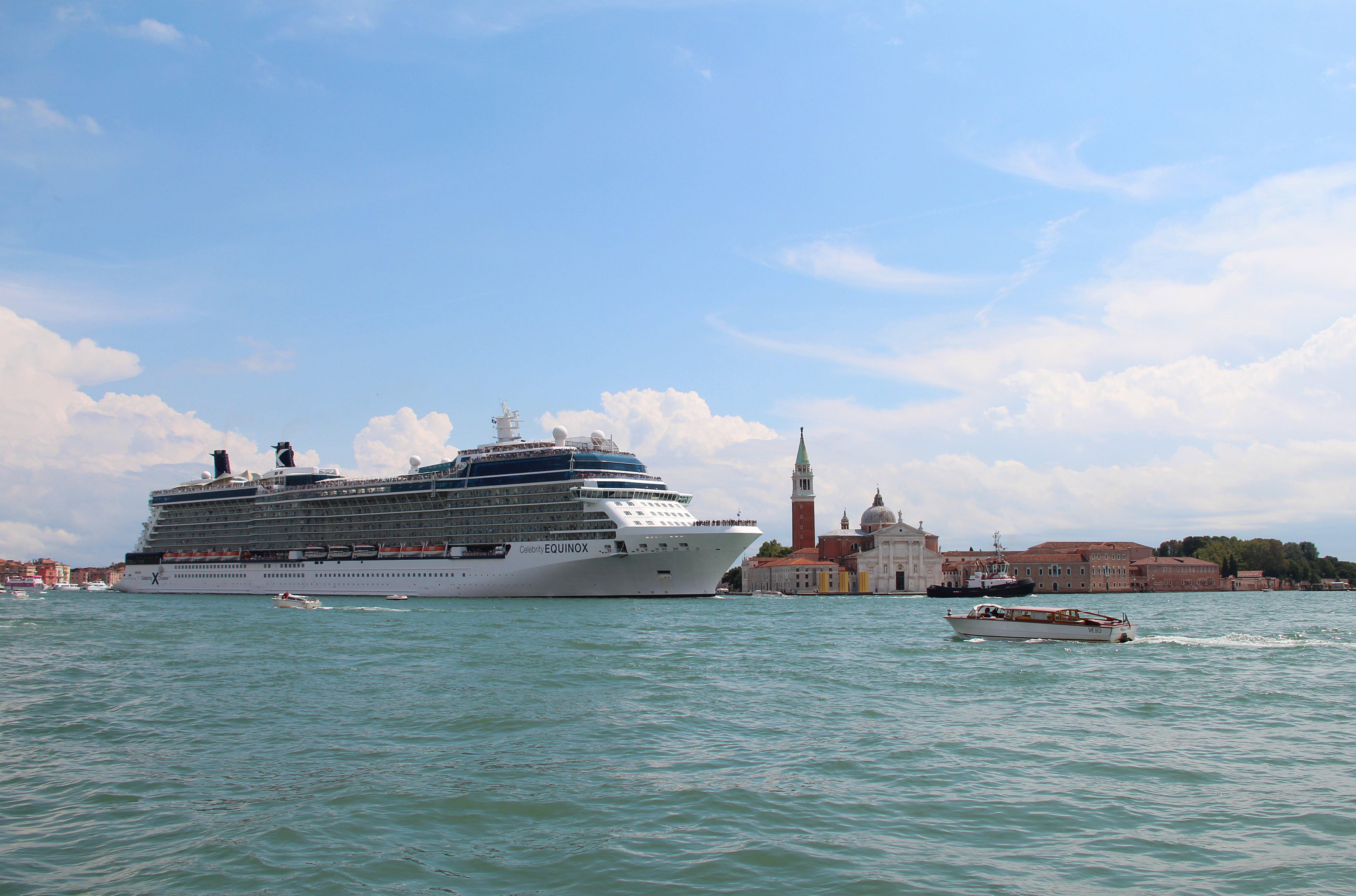
Le Celibrity Equinox naviguant dans la Bacino du San Marco à Venise.